# 취리히고원

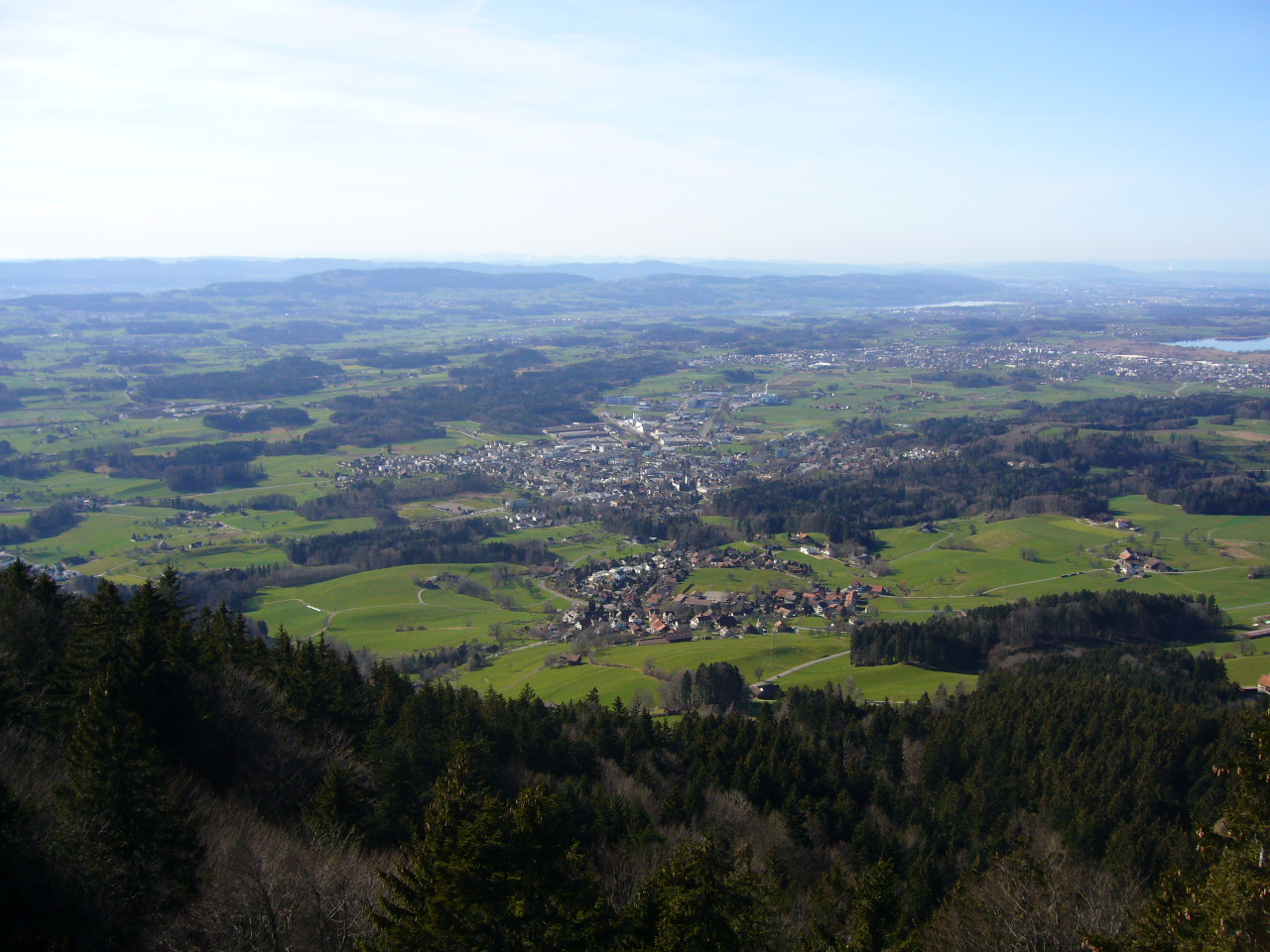
바히텔산에서 본 힌빌, 베치콘, 페피커제, 그라이펜제 그리고 파넨슈틸

취리히 고원(독일어: Zürcher Oberland 취리히 오버란트[*])은 스위스 우스터, 힌터빌, 페피콘 및 빈터투어 구역까지 이르는 퇴스 계곡 지역을 포함하여 토겐부르크와 접한 취리히주의 남동쪽 구릉 지역을 일컫는다. 영토는 1408년부터 1452년까지 점차적으로 취리히시의 통제 하에 놓이게 되었다. 18세기에는 관할권이 남부는 그뤼닝엔(Grüningen), 북부는 키부르크가 대부분의 취리히 운터란트(저지) 지역과 함께 있었다.

## 지자체
취리히 고원의 영역에 들어가는 지자체로는 다음과 같은 것들이 있다.
베레츠빌(Bäretswil) – 바우마 – 부비콘 – 뒤른텐 – 탄(Tann) - 펠란덴(Fällanden) - 페랄토르프(Fehraltorf) - 피쉔탈(Fischenthal) - 고사우(Gossau) - 그라이펜제(Greifensee) - 그뤼닝엔(Grüningen) - 힌빌(Hinwil) - 히트나우(Hittnau) - 키부르크(Kyburg) - 마우어(Maur) - 묀히알토르프(Mönchaltorf) - 페피콘(Pfäffikon) - 제 루시콘(See Russikon) – 뤼티(Rüti) –슬라트(Schlatt) - 제그레벤(Seegräben) - 슈테르넨베르크(Sternenberg) – 투어벤탈(Turbenthal) - 우스터(Uster) - 폴케츠빌(Volketswil) - 발트(Wald) - 바이슬링엔(Weisslingen) - 베치콘(Wetzikon) - 빌라(Wila) - 빌트베르크(Wildberg) - 첼(Zell).
주로 하이킹과 사이클링을 위한 주목할만한 관광지로는 페피커제와 그라이펜제, 바히텔산 및 퇴스 계곡뿐만 아니라 파넨슈틸 지역, 유커 농장, 아어탈 공룡박물관 등이 있다. 일부 주목할만한 중세 시대 성채(부비콘, 키부르크, 그라이펜제, 우스터, 라퍼스빌), 경제사 박물관 및 기타 기념물뿐만 아니라 라퍼스빌 주변의 취리히제 지역이 있다.